# Andira cuiabensis
Andira cuiabensis är en ärtväxtart som beskrevs av George Bentham. Andira cuiabensis ingår i släktet Andira och familjen ärtväxter. Inga underarter finns listade i Catalogue of Life.